# هایاست۱
هایاست۱ (انگلیسی: Hayasat-1)
نخستین ماهواره بومی ارمنستان است که در ساعت ۱۰:۱۹ صبح به وقت محلی ایروان روز ۱ دسامبر ۲۰۲۳ توسط پرتابگر فالکون ۹ شرکت اسپیس‌اکس از پایگاه نیروی هوایی وندنبرگ در ساحل کالیفرنیا به فضا فرستاده شد این ماهواره تلاش مشترک دو بنیاد مستقر در ارمنستان، آزمایشگاه تحقیقات فضایی بازومک و مرکز آموزشی و نوآوری علمی می‌باشد.
هایاست۱ با وزن حدود ۱ کیلوگرم، در هر ۹۰ دقیقه یک بار به دور مدار زمین می‌چرخد. این پرواز در اصل برای روز ۲۹ نوامبر برنامه‌ریزی شده بود اما به مدت ۲ روز به تعویق افتاد

## مطالعه بیشتر
https://www.azatutyun.am/a/32710347.html
https://en.armradio.am/2023/12/01/armenias-first-domestic-satellite-hayasat-1-to-be-launched-into-space-tonight/
https://tass.com/world/1715001
- https://twitter.com/ArmSpoxMFA/status/1731021483441353136
- https://spaceflightnow.com/2023/12/02/live-coverage-spacex-to-launch-falcon-9-rocket-from-cape-canaveral-on-starlink-mission/
- https://www.reuters.com/technology/space/amazon-launch-three-falcon-9-rockets-spacex-2023-12-01/
- https://www.1lurer.am/en/2023/12/01/Armenian-made-Hayasat-1-satellite-to-be-launched-into-space-on-December-1-with-a-SpaceX-rocket/1039431
- https://hetq.am/en/article/162521
- https://www.youtube.com/watch?v=bU7HDliwV1c
- https://horizonweekly.ca/en/hayasat-1-armenias-first-domestic-satellite-to-be-launched-into-space/
- https://www.farsnews.ir/news/14020911000854/ارمنستان-نخستین-ماهواره-بومی-خود-را-به-فضا-پرتاب-کرد
- https://www.yjc.ir/fa/news/8552827/ارمنستان-اولین-ماهواره-بومی-خود-را-به-فضا-می‌فرستد